# Cophylinae
Cophylinae là danh pháp khoa học của một phân họ trong họ Nhái bầu (Microhylidae), đặc hữu của khu vực Madagascar. Hiện tại phân họ này được công nhận chứa 7 chi và 57 loài. Nghiên cứu của Meijden và ctv (2007) cho rằng phân họ này có quan hệ chị-em với phân họ Scaphiophryninae. Tuy nhiên, Bossuyt và Roelants (2009) lại cho rằng đơn vị phân loại này là một họ tách biệt vì nguòn gốc cổ xưa của nó.

## Các chi
- Anodonthyla Müller, 1892: 11 loài
- Cophyla Boettger, 1880: 3 loài
- Madecassophryne Guibé, 1974: 1 loài (Madecassophryne truebae)
- Platypelis Boulenger, 1882: 10 loài
- Plethodontohyla Boulenger, 1882: 9 loài
- Rhombophryne Boettger, 1880: 10 loài
- Stumpffia Boettger, 1881: 13 loài

## Sinh học
Các loài trong phân họ này có đặc trưng là phương thức phái sinh trong phát triển của ấu trùng: trong khi phần lớn các nhóm khác trong họ Nhái bầu có nòng nọc chuyên biệt hóa kiểu kiếm ăn bằng phương thức lọc thì các loài trong phân họ này lại có nòng nọc không kiếm ăn, phát triển hoặc là trong các lỗ trên thân cây hay trong các tổ dạng bọt trên mặt đất hay các tổ dạng "thạch hoa quả" trên mặt đất. Phần lớn các loài trong phân họ này có tiếng kêu rất đơn giản, chỉ bao gồm các tiếng đơn điệu, lặp lại sau một khoảng thời gian đều đặn nhất định và trong một khoảng thời gian dài, thường kéo dài vài phút. Tương ứng với phương thức sinh sản của các dòng dõi khác trong phân họ này là sinh thái học trên cây đối lại với sinh thái học trên mặt đất hay đào bới đất, và dường như các dịch chuyển tiến hóa nhiều lần giữa kiểu sống trên cây và kiểu sống trên mặt đất đã xảy ra trong phân họ này.

## Phát sinh chủng loài
Cây phát sinh chủng loài dưới đây lấy theo Andreone và ctv. (2005), không có chi Madecassophryne.

|  | Platypelis |
|  |            |
|  | Cophyla    |
|  |            |

|  | Stumpffia                                                                                            |
|  | |
|  | \| \| Plethodontohyla group 2 = một phần của Rhombophryne \| \| \| \| \| \| Rhombophryne \| \| \| \| |
|  | |
|  | Plethodontohyla group 2 = một phần của Rhombophryne                                                  |
|  | |
|  | Rhombophryne                                                                                         |
|  | |

|  | Plethodontohyla group 2 = một phần của Rhombophryne |
|  |                                                     |
|  | Rhombophryne                                        |
|  |                                                     |

|  | Platypelis |
|  |            |
|  | Cophyla    |
|  |            |

|  | Stumpffia                                                                                            |
|  | |
|  | \| \| Plethodontohyla group 2 = một phần của Rhombophryne \| \| \| \| \| \| Rhombophryne \| \| \| \| |
|  | |
|  | Plethodontohyla group 2 = một phần của Rhombophryne                                                  |
|  | |
|  | Rhombophryne                                                                                         |
|  | |

|  | Plethodontohyla group 2 = một phần của Rhombophryne |
|  |                                                     |
|  | Rhombophryne                                        |
|  |                                                     |

## Hình ảnh

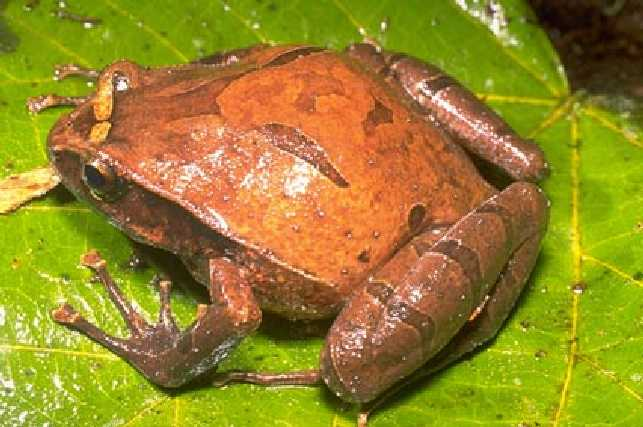
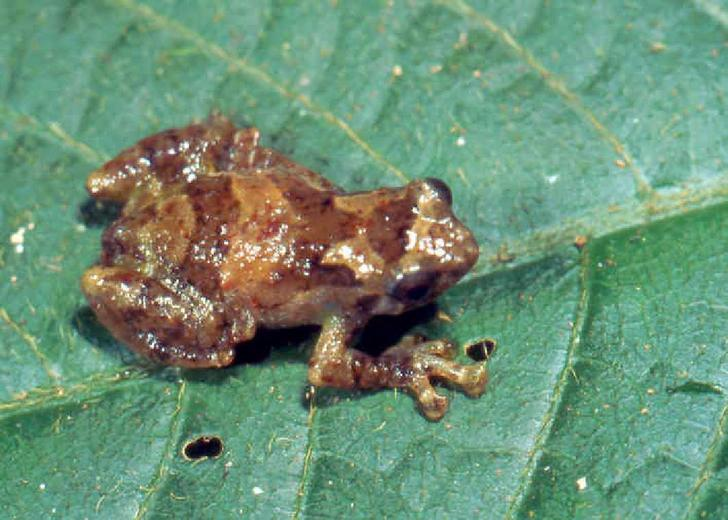
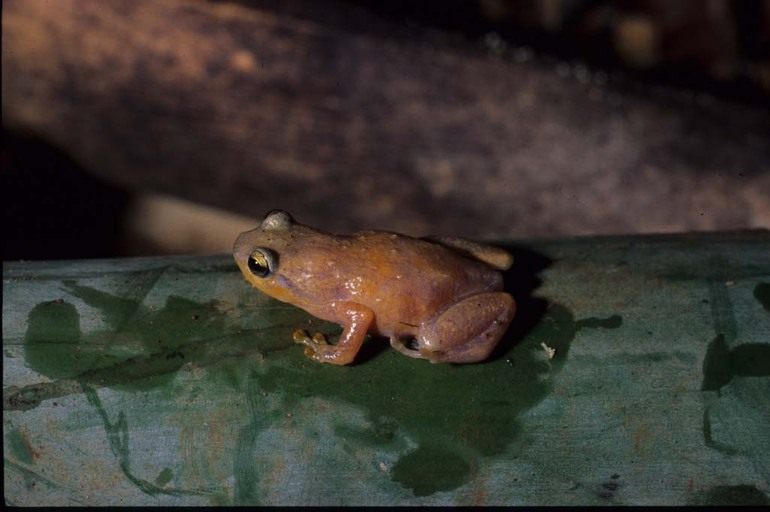